# Л’Экай
Л’Эка́й (фр. L'Écaille) — коммуна во Франции, находится в регионе Шампань — Арденны. Департамент коммуны — Арденны. Входит в состав кантона Асфельд. Округ коммуны — Ретель.
Код INSEE коммуны — 08148.
Коммуна расположена приблизительно в 150 км к северо-востоку от Парижа, в 55 км севернее Шалон-ан-Шампани, в 55 км к юго-западу от Шарлевиль-Мезьера.

## Население
Население коммуны на 2008 год составляло 191 человек.
| 1962 | 1968 | 1975 | 1982 | 1990 | 1999 | 2008 |
| ---- | ---- | ---- | ---- | ---- | ---- | ---- |
| 110  | 119  | 113  | 115  | 118  | 131  | 191  |

## Экономика

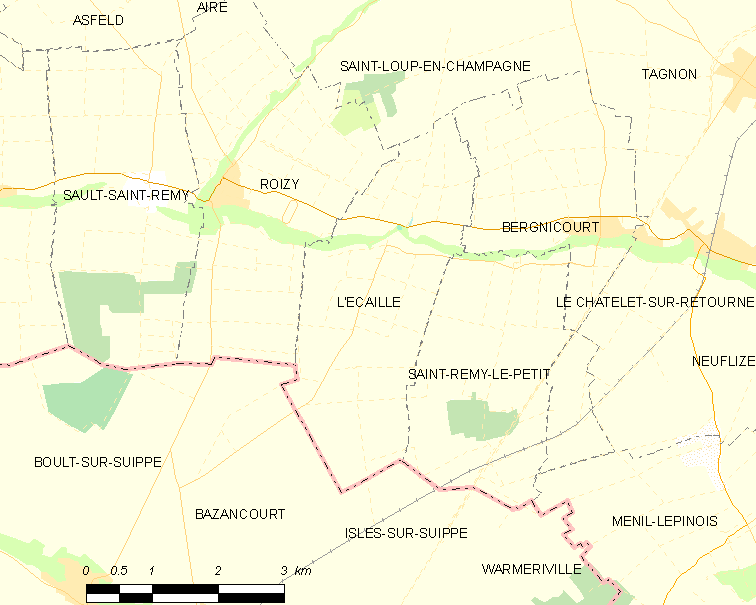
Карта коммуны

В 2007 году среди 111 человек в трудоспособном возрасте (15—64 лет) 86 были экономически активными, 25 — неактивными (показатель активности — 77,5 %, в 1999 году было 77,4 %). Из 86 активных работали 83 человека (44 мужчины и 39 женщин), безработными были 3 женщины. Среди 25 неактивных 8 человек были учениками или студентами, 6 — пенсионерами, 11 были неактивными по другим причинам.